# Partia Wolności (Litwa)
Partia Wolności (lit. Laisvės partija, LP) – litewska partia polityczna o profilu liberalnym.

## Historia
Partia powstała w czerwcu 2019; jej utworzenie wiązało się opuszczeniem przez część członków Ruchu Liberałów swojego macierzystego ugrupowania. Powodem tego był kryzys, który rozpoczął się w tym środowisku w 2016 i wiązał się z osobą byłego przewodniczącego LRLS Eligijusa Masiulisa. W wyborach samorządowych w 2019 część dawnych polityków Ruchu Liberałów startowała samodzielnie, wśród nich mer Kłajpedy Vytautas Grubliauskas, mer Wilna Remigijus Šimašius oraz mer rejonu orańskiego Algis Kašėta.
Na wiosnę 2019 zapowiedziano powołanie nowej partii, która miałaby program klasycznie liberalny, skoncentrowany na wolności gospodarczej oraz osobistej. Wspomniano o związkach partnerskich osób LGBT, prawach kobiet, a także legalizacji marihuany. Zjazd założycielski nowego ugrupowania odbył się 1 czerwca 2019. Na przewodniczącą partii wybrano Aušrinė Armonaitė, jej zastępcami zostali Remigijus Šimašius, radna Elektrenów Silva Lengvinienė, wileński radny Vincas Jurgutis, członkini rady miejskiej w Kłajpedzie Vaida Žvikienė, jak również radny rejonu szackiego Mindaugas Tarnauskas. Dołączyli do niej także przedstawiciele mniejszości polskiej na Litwie, wśród nich prawniczka Ewelina Dobrowolska.
Partia Wolności za swój cel obrała rozwój organizacyjny, a także start w wyborach parlamentarnych w 2020. Ostatecznie uzyskała w nich 9,1% głosów i 11 mandatów w Sejmie (8 z listy krajowej i 3 w okręgach większościowych). Zadeklarowała dołączenie do centroprawicowej koalicji, którą zawarła ze Związkiem Ojczyzny oraz z Ruchem Liberalnym. W rządzie Ingridy Šimonytė otrzymała trzy stanowiska ministerialne.
W wyborach samorządowych w 2023 LP z własnych list wprowadziła 13 radnych w skali kraju. Jej kandydat na mera Wilna Tomas Vytautas Raskevičius przegrał w pierwszej turze głosowania. W 2024 formacja wprowadziła jednego przedstawiciela do Europarlamentu X kadencji. W wyborach do Sejmu w tym samym roku Partia Wolności otrzymała 4,5% głosów, nie przekraczając wyborczego progu, tracąc poselską reprezentację i przechodząc do opozycji. Również w 2024 jej nowym przewodniczącym został Tomas Vytautas Raskevičius.